# Kaja államszövetség
Kaja (Gaya) hat kisebb államból álló államszövetség volt a Koreai-félsziget déli részén 42 és 562 között. A Szamhan (Samhan)hoz tartozó Pjonhan (Byeonhan) államszövetség lazán szövődő 12 államából alakult. Több néven is ismeretes még, úgy mint: Karak (Garak) (가락, 駕洛), Kara (Gara) (가라, 加羅), Kuja (Guya) (구야, 狗邪/拘邪) vagy Imna (임나, 任那). A városállamok közül a két legerősebb Tegaja (Daegaya) és Kumgvan Kaja (Geumgwan Gaya) volt, utóbbit a legendákból ismert Szuro (Suro) alapította.

## Államok
A Kaja (Gaya) államszövetség tagjai voltak:
- Ara Kaja (Ara Gaya) (아라가야, 阿羅伽耶)
- Korjong Kaja (Goryeong Gaya) (고령가야, 高寧伽耶)
- Tegaja (Daegaya) (대가야, 大伽耶)
- Szongszan Kaja (Seongsan Gaya) (성산가야, 星山伽耶)
- Szogaja (Sogaya) (소가야, 小伽耶)
- Kumgvan Kaja (Geumgwan Gaya) (금관가야, 金官伽耶)

## Története
A legenda szerint kilenc falusi vezető felmászott egy dombra Kimhe (Gimhae) mellett, ahol elénekelték a „teknős dalát”, melyet követően hat aranytojás ereszkedett alá az égből. Az elsőből kelt ki Szuro (Suro), ő lett Kumgvan Kaja (Geumgwan Gaya) uralkodója, a többi ötből kikelt vezér pedig a másik öt államé.
A kajai (gayai) emberek rendszeresen jártak át a japán szigetekre, Kjúsú északi és Honsú déli csücskében településeket alapítottak. A kínai történetírók ezeket a népeket vo (倭, wo) (japánul: va, koreaiul ve (wae)) néven nevezték. A 7-8. századot követően a va kifejezés már kizárólag a japánokat jelölte.
Kaja (Gaya) fejlődésének gátat szabott, hogy két erős állam, Silla és Pekcse (Baekje) közé szorult. Először Pekcse (Baekje) befolyása alá került, majd Silla fokozatosan magába olvasztotta az államait és 562-ben az államszövetség végleg megszűnt létezni.

## Uralkodók listája
| #                       | Uralkodó                | Uralkodási évek         | Hangul                    | Handzsa                 | Megjegyzés                |
| Kumgvan Kaja (금관가야) | Kumgvan Kaja (금관가야) | Kumgvan Kaja (금관가야) | Kumgvan Kaja (금관가야)   | Kumgvan Kaja (금관가야) | Kumgvan Kaja (금관가야)   |
| ----------------------- | ----------------------- | ----------------------- | ------------------------- | ----------------------- | ------------------------- |
| 1.                      | Szuro                   | 42–199                  | 수로왕 Szuro vang         | 首露王                  | [ 5 ]                     |
| 2.                      | Kodong                  | 199–259                 | 거등왕 Kodong vang        | 居登王                  | [ 6 ]                     |
| 3.                      | Maphum                  | 259–291                 | 마품왕 Maphum vang        | 麻品王                  | [ 7 ]                     |
| 4.                      | Kodzsilmi               | 291–346                 | 거질미왕 Kodzsilmi vang   | 居叱彌王                | [ 8 ]                     |
| 5.                      | Isiphum                 | 346–407                 | 이시품왕 Isiphum vang     | 伊尸品王                | [ 9 ]                     |
| 6.                      | Csvadzsi                | 407–421                 | 좌지왕 Csvadzsi vang      | 坐知王                  | [ 10 ]                    |
| 7.                      | Cshühi                  | 421–451                 | 취희왕 Cshühi vang        | 吹希王                  | [ 11 ]                    |
| 8.                      | Csildzsi                | 451–492                 | 질지왕 Csildzsi vang      | 銍知王                  | [ 12 ]                    |
| 9.                      | Kjomdzsi                | 492–521                 | 겸지왕 Kjomdzsi vang      | 鉗知王                  | [ 13 ]                    |
| 10.                     | Kuhjong                 | 521–532                 | 구형왕 Kuhjong vang       | 仇衡王                  | [ 14 ]                    |
| Tegaja (대가야)         |                         |                         |                           |                         |                           |
| 1.                      | Idzsinasi               | ?–?                     | 이진아시왕 Idzsinasi vang | 伊珍阿豉王              | [ 16 ]                    |
| ?                       | Hadzsi                  | ?–?                     | 하지왕 Hadzsi vang        | 荷知王                  | [ 17 ]                    |
| ?                       | Kasil                   | ?–?                     | 가실왕 Kasil vang         | 嘉悉王                  | [ 18 ]                    |
| 9.                      | Inö                     | ?–?                     | 이뇌왕 Inö vang           | 異腦王                  | [ 19 ]                    |
| 10.                     | Volgvangthedzsa         | ?–?                     | 월광태자                  | 月光太子                | [ 20 ]                    |
| 16.                     | Toszoldzsi              | ?–562                   | 도설지왕 Toszoldzsi       | 道設智王                | Tegaja utolsó uralkodója. |